# 紅色的鍊金術士和白色的守護者 ～蕾斯萊莉婭娜的鍊金工房～
《紅色的鍊金術士和白色的守護者 ～蕾斯萊莉婭娜的鍊金工房～》是由光榮特庫摩旗下Gust及Team Ninja團隊所製作的角色扮演遊戲。於2025年9月26日推出。於Microsoft Windows、PlayStation 5、任天堂Switch平台發售。
與「蕾斯萊莉婭娜的鍊金工房」同世界觀下，以鍊金術為題材的正統新作。故事自打倒威爾特庫斯之後展開，開啟與本篇平行的全新篇章。導入商店經營要素，以復興「赫爾芬」小鎮為目標，展開全新經營與探索之旅。

## 遊戲背景
為了找回重要的事物，兩人在失落的故鄉裡踏上尋覓真相的旅程。過去，曾有一座名為「赫爾芬」的小鎮，坐落於三大洲的交界處。那裡因礦山與貿易而繁榮一時，街道上滿是旅人與商隊的笑語。
然而，平靜的日常在某天被突如其來的謎樣災厄徹底打破，絕大多數居民下落不明，整座城鎮瞬間被封為禁地，除了王都派遣的調查員之外，任何人都不得踏入半步。歲月流轉，禁地的封印終於解開，重建計畫隨之展開。曾被迫離開家園的少年與少女，如今已各自長大成人，帶著各自的思緒回到了這片被遺忘的土地。
少女為了尋回失蹤祖父留下的店舖而返鄉；少年則懷抱著調查父親遺物與當年居民失蹤真相的共同目標回到故鄉。在荒廢已久的街道上，他們再度相遇，決定攜手踏上尋找真相的旅途。此時的他們尚未知曉，前方等待著他們的，將會是超越想像的邂逅，以及揭開禁忌過往的真相。

## 遊戲系統
《紅色的鍊金術士和白色的守護者》在遊戲系統上承襲了《蕾斯萊莉婭娜的鍊金工房》的基礎，並於細節中加以進化與拓展。在採集與探索層面，晝夜更替與氣候變化系統影響著原野的魔物及素材種類，而全新導入的「亞界之道」迷宮則具備隨機生成的特性，每次進入都將面對結構、敵人與機關的變化，使素材收集和探索過程充滿變化與挑戰。戰鬥系統方面則加入了全新的「合作量表」機制，每次攻擊皆能逐步累積此量表。當量表達到2格時，即可發動威力強大的「合作攻擊」；而當量表充滿至5格時，更能施展角色專屬的究極必殺技「合作爆發」。透過採集探索與戰鬥獲取的素材與道具，玩家可在「槲寄生雜貨鋪」進行販售，將調合或探索所得的物品陳列於店鋪內，並以此獲取資金。資金可用於商店擴建或投入城鎮發展，逐步恢復城鎮的繁榮與生機。

## 角色列表
莉雅絲‧艾德萊森（聲：立花日菜）
本作主人公之一。個性親切、充滿活力的冒險者。在城鎮重建計畫的契機之下，為了重啟店舖並調查災害發生的原因回到故鄉。
史雷‧庫洛斯利塔（聲：土岐隼一）
本作主人公之一。舉止沉穩、值得信賴的青年。為了調查父親遺言的涵義而回到故鄉「赫爾芬」。
羅傑路克斯‧麥臣（聲：小野大輔）
為了讓赫爾芬重建計畫中，「亞界之道」的調查工作能夠順利進行，受託而來的身手不凡的異邦人。
薇爾貝兒‧沃‧耶斯禮特
在各地旅行尋找藥的素材的魔法師。本來的性格就像小孩子，所以常被當作小孩子看待，本人對此感到相當在意。
托托莉亞‧赫爾默德（聲：名塚佳織）
來自異邦的鍊金術士，為了拓展行商的銷售通路造訪赫爾芬。擁有與其可愛氣質不相襯的獨特命名品味及不帶惡意的吐嘈能力。
蘇菲‧諾伊恩繆拉（聲：相坂優歌）
受到某人委託，為了教導剛成為鍊金術士的莉雅絲而造訪赫爾芬。但對日常生活大小事卻非常馬虎隨便。
蕾斯娜・修特涅利希特（聲：白砂沙帆）
見習鍊金術士。對鍊金術充滿熱忱且知識豐富，有著「鍊金術狂熱者」的一面。
瓦萊莉婭（聲：沼倉愛美）
喪失記憶的戰鬥高手。戰鬥能力一流，與同伴海蒂從事各種苦力工作維生。失去昔日的記憶，時刻不忘探尋自己的真實身分。
伊札娜‧柯克西卡（聲：田中美海）
天真爛漫的獸人少女，是蕾斯娜的摯友。自幼夢想成為騎士。受其鐵匠職人父親的影響，使用巨大的錘子作為武器。對錘子情有獨鍾。
海蒂（聲：大空直美）
瓦萊莉婭的夥伴。經常得意忘形，不擅戰鬥但身手矯健，於戰術方面是協助瓦萊莉婭的左右手。
布萊德利・卡恩（聲：田丸篤志）
擔任蘭塔納王國宰相助理的青年，人稱「布萊德」。卡米拉的直屬上司，在王都是赫爾芬復興計畫的最高負責人。
拉拉‧特羅克爾（聲：愛原ありさ）
「極夜的鍊金黨」旗下的鍊金術士。散發自傲高貴的氣息，但也有心狠手辣的一面。
傑隆‧迪賽爾（聲：中村悠一）
「極夜的鍊金黨」旗下的獸人族鍊金術士。沉默寡言，會冷靜沉著地完成任務。

## 外部連結
- 找不到URL。请在此处指定URL或在维基数据上添加。